# Dimargaris cristalligena
Dimargaris cristalligena är en svampart som beskrevs av Tiegh. 1875. Dimargaris cristalligena ingår i släktet Dimargaris och familjen Dimargaritaceae.   Inga underarter finns listade i Catalogue of Life.